# Preston (Shropshire)
Preston – przysiółek w Anglii, w Shropshire, w dystrykcie (unitary authority) Shropshire. Leży 3,3 km od miasta Shrewsbury i 222,5 km od Londynu. W latach 1870–1872 osada liczyła 76 mieszkańców.